# Springfield (Tennessee)
Springfield és una població dels Estats Units a l'estat de Tennessee. Segons el cens del 2000 tenia 14.329 habitants.

## Demografia
Segons el cens del 2000, Springfield tenia 14.329 habitants, 5.453 habitatges, i 3.778 famílies. La densitat de població era de 453,1 habitants/km².
Dels 5.453 habitatges en un 31,8% hi vivien nens de menys de 18 anys, en un 45,7% hi vivien parelles casades, en un 18,4% dones solteres, i en un 30,7% no eren unitats familiars. En el 25,8% dels habitatges hi vivien persones soles l'11,7% de les quals corresponia a persones de 65 anys o més que vivien soles. El nombre mitjà de persones vivint en cada habitatge era de 2,55 i el nombre mitjà de persones que vivien en cada família era de 3.
Per edats la població es repartia de la següent manera: un 24,8% tenia menys de 18 anys, un 11,2% entre 18 i 24, un 29,1% entre 25 i 44, un 20,4% de 45 a 60 i un 14,6% 65 anys o més.
L'edat mediana era de 35 anys. Per cada 100 dones de 18 o més anys hi havia 89,1 homes.
La renda mediana per habitatge era de 33.379 $ i la renda mediana per família de 42.018 $. Els homes tenien una renda mediana de 32.270 $ mentre que les dones 22.765 $. La renda per capita de la població era de 17.322 $. Entorn del 13,7% de les famílies i el 17,7% de la població estaven per davall del llindar de pobresa.

## Poblacions més properes
El següent diagrama mostra les poblacions més properes.